# Rákóczi tér
A budapesti Rákóczi tér a főváros VIII. kerületének egyik tere, amelyet nyugat felől a József körút, kelet felől a Vásárcsarnok határól. A térbe a Kis Salétrom, a Német, a Déri Miksa, a Vásár és a Bacsó Béla utca torkollik bele.

## Megközelítése
A Rákóczi téren nyílt meg 2014-ben a M4-es metróvonal egyik állomása. A tér előtt, a József körúton halad 4-es és 6-os villamos és a 923-as éjszakai buszjárat vonala. Mindhárom járat rendelkezik a térhez kapcsolódó megállóval. A tér északi és déli oldalán futó utak a gépjárművek számára egyirányusítva vannak. A Déri Miksa utca felől a körút felé, a Vásár utca felé a körút felől.

## Története
Az 1720-as években Pest városának első téglavetője és téglaégető kemencéje volt itt. Mai formáját az 1840-es években nyerte el, és az idők folyamán több nevet is viselt. Volt Kölber, majd Schweinemarkt is a neve a XIX. század közepetáján. 1866-ban Borjú tér volt a neve, mert borjúpiacként használták.
1871-ben kapta a  Rákóczi tér nevet, feltehetően hazafias felbuzdulás okán. 1874-ben a Fővárosi Közmunkák Tanácsa megerősítette ezt a nevet.
A József körút vonalán ez volt az egyetlen fásított tér.
1892-ben a Fővárosi Közgyűlés vásárcsarnok felépítésére tett javaslatot. A vásárcsarnok ma is működik.
A Rákóczi tér és környéke egykor az olcsó bordélyok területe volt, melyeket 1950-ben bezártak, azonban az utcai prostitúció a szervezett bűnözéssel összefonódva továbbra is erre a környékre összpontosult, ami közismert volt. (A rendszerváltás után megemelkedő bűnözési mutatók miatt ragadt bő egy évtizedre a városrészre a hírhedt „gengszterkerület” stigma.) A közbeszédben a „Rákóczi tér” szinonimája volt a legősibb foglalkozásnak, amelynek a kerületi kamerás térfigyelő rendszer 1999-ben elkezdődött kiépítése vetett véget. A témában több dokumentumfilm is készült, például 1988-ban Dobray György: K – Film a prostituáltakról (Rákóczi tér).